# Almasilat
Almasilate là một thuốc kháng axit.